# Campionato europeo femminile di pallacanestro Under-16 Division C 2004
Il Campionato europeo femminile di pallacanestro Under-16 2004 di Division C (noto anche come FIBA U16 Women's European Championship Division C 2004) si è svolto in Andorra ad Andorra la Vella.

## Squadre partecipanti
- Andorra
- Gibilterra
- Lussemburgo

- Scozia
- Galles

## Svolgimento

### Girone Unico
| Pos | Squadra     | G | V | P | PF  | PS  | DP   | Pt |
| --- | ----------- | - | - | - | --- | --- | ---- | -- |
| 1   | Lussemburgo | 4 | 4 | 0 | 367 | 99  | +268 | 8  |
| 2   | Scozia      | 4 | 3 | 1 | 284 | 148 | +136 | 7  |
| 3   | Andorra     | 4 | 2 | 2 | 164 | 225 | −61  | 6  |
| 4   | Gibilterra  | 4 | 1 | 3 | 127 | 311 | −184 | 5  |
| 5   | Galles      | 4 | 0 | 4 | 118 | 277 | −159 | 4  |

| Andorra la Vella 20 luglio 2004 | Scozia | 35 – 64 | Lussemburgo |  |

| Andorra la Vella 20 luglio 2004 | Galles | 31 – 48 | Andorra |  |

| Andorra la Vella 21 luglio 2004 | Gibilterra | 23 – 85 | Scozia |  |

| Andorra la Vella 21 luglio 2004 | Lussemburgo | 86 – 26 | Galles |  |

| Andorra la Vella 22 luglio 2004 | Galles | 37 – 51 | Gibilterra |  |

| Andorra la Vella 22 luglio 2004 | Andorra | 28 – 79 | Lussemburgo |  |

| Andorra la Vella 23 luglio 2004 | Scozia | 92 – 24 | Galles |  |

| Andorra la Vella 23 luglio 2004 | Gibilterra | 43 – 51 | Andorra |  |

| Andorra la Vella 24 luglio 2004 | Lussemburgo | 138 – 10 | Gibilterra |  |

| Andorra la Vella 24 luglio 2004 | Andorra | 37 – 72 | Scozia |  |

## Classifica finale
| Pos     | Team        |  |
| ------- | ----------- |  |
| Oro     | Lussemburgo |  |
| Argento | Scozia      |  |
| Bronzo  | Andorra     |  |
| 4.      | Gibilterra  |  |
| 5.      | Galles      |  |